# Pierre Sangra
Pour les articles homonymes, voir Sangra.

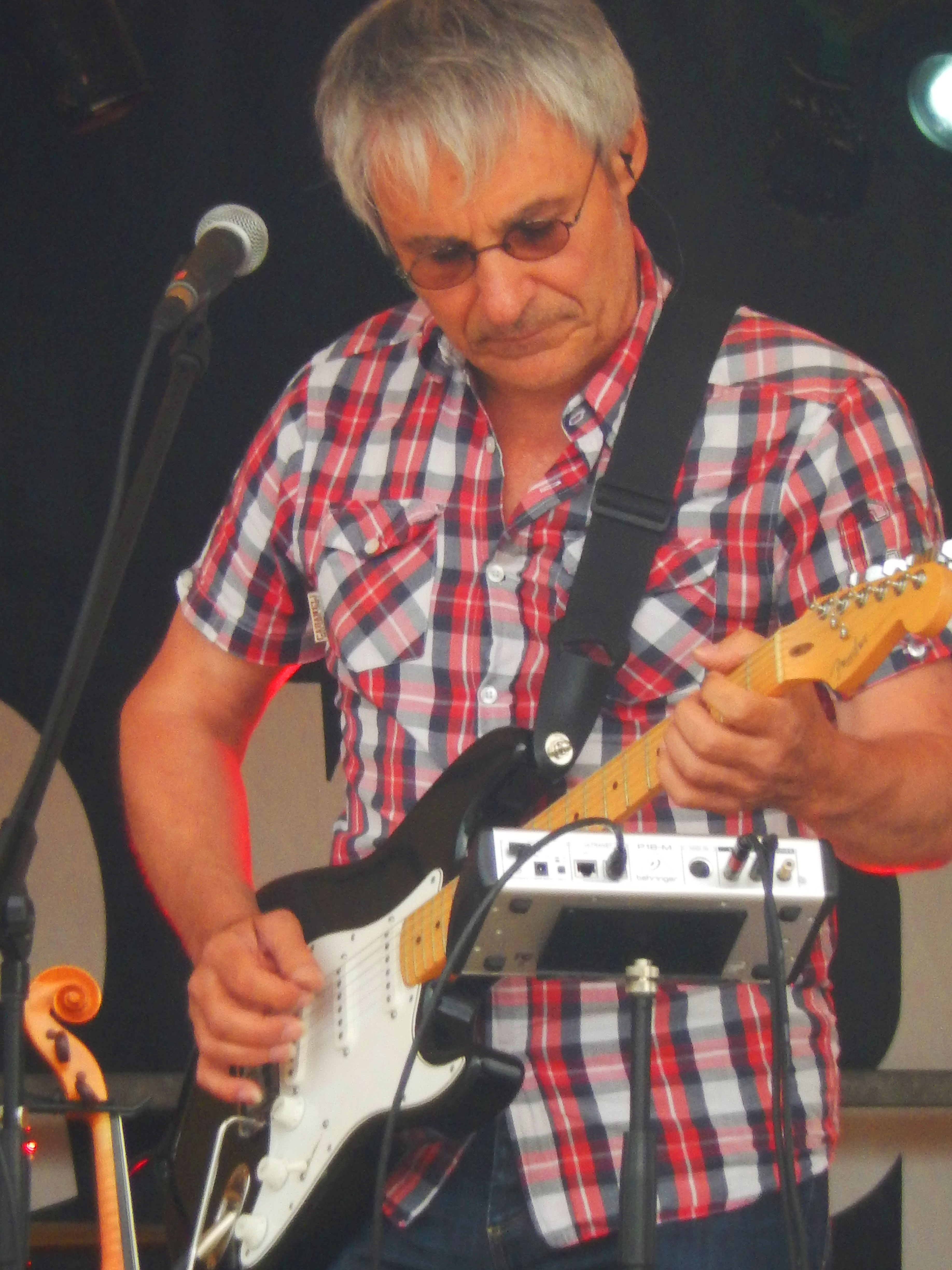
Pierre Sangra avec Red Cardell à Erquy juillet 2016.

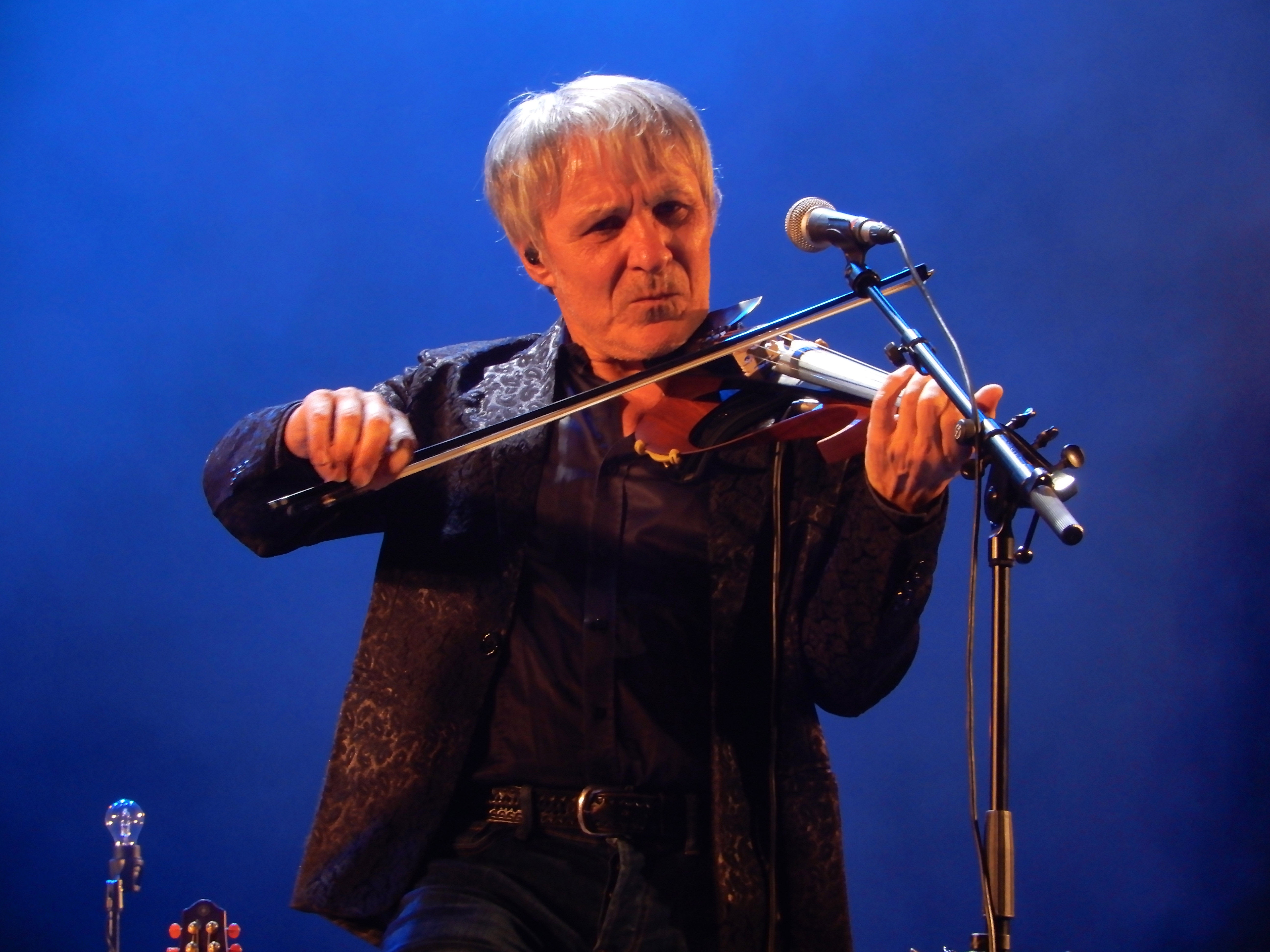
Pierre Sangra de Red Cardell en concert à Bruz en mai 2019.

Pierre Sangrà, né le 8 novembre 1959 à Fontenay-sous-Bois, est un musicien, compositeur, arrangeur et réalisateur artistique français.
Guitariste et cofondateur du groupe Banlieue Est en 1977, il est surtout connu comme musicien multi-instrumentiste accompagnant Thomas Fersen depuis 1992 et comme proche et invité depuis 2006 puis membre depuis 2015 du groupe Red Cardell.
À partir de 2002, en parallèle de sa collaboration avec Fersen, il rejoint le Ukulélé Club de Paris et est régulièrement sollicité pour collaborer avec des artistes de la chanson comme Pierre Perret, JP Nataf et CharlÉlie Couture ou de la nouvelle scène française comme Vincent Delerm, Da Silva, Emma Daumas et Alexis HK.

## Parcours

### Shakin' Street, Banlieue Est

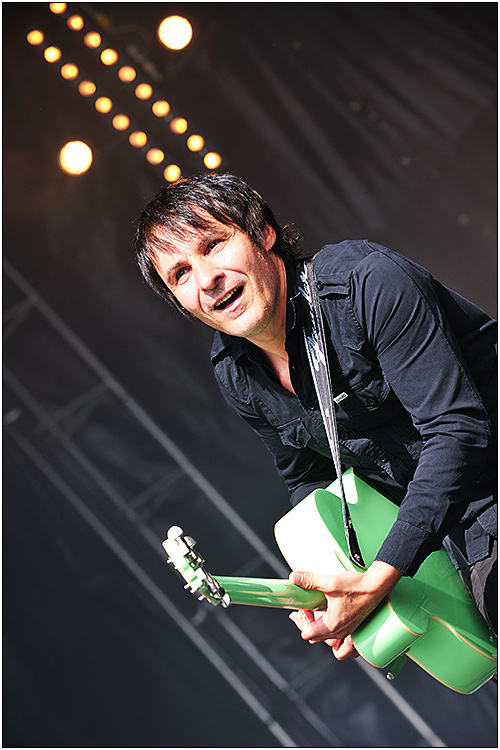
Pierre Sangrà au Festival du bout du monde 2009.

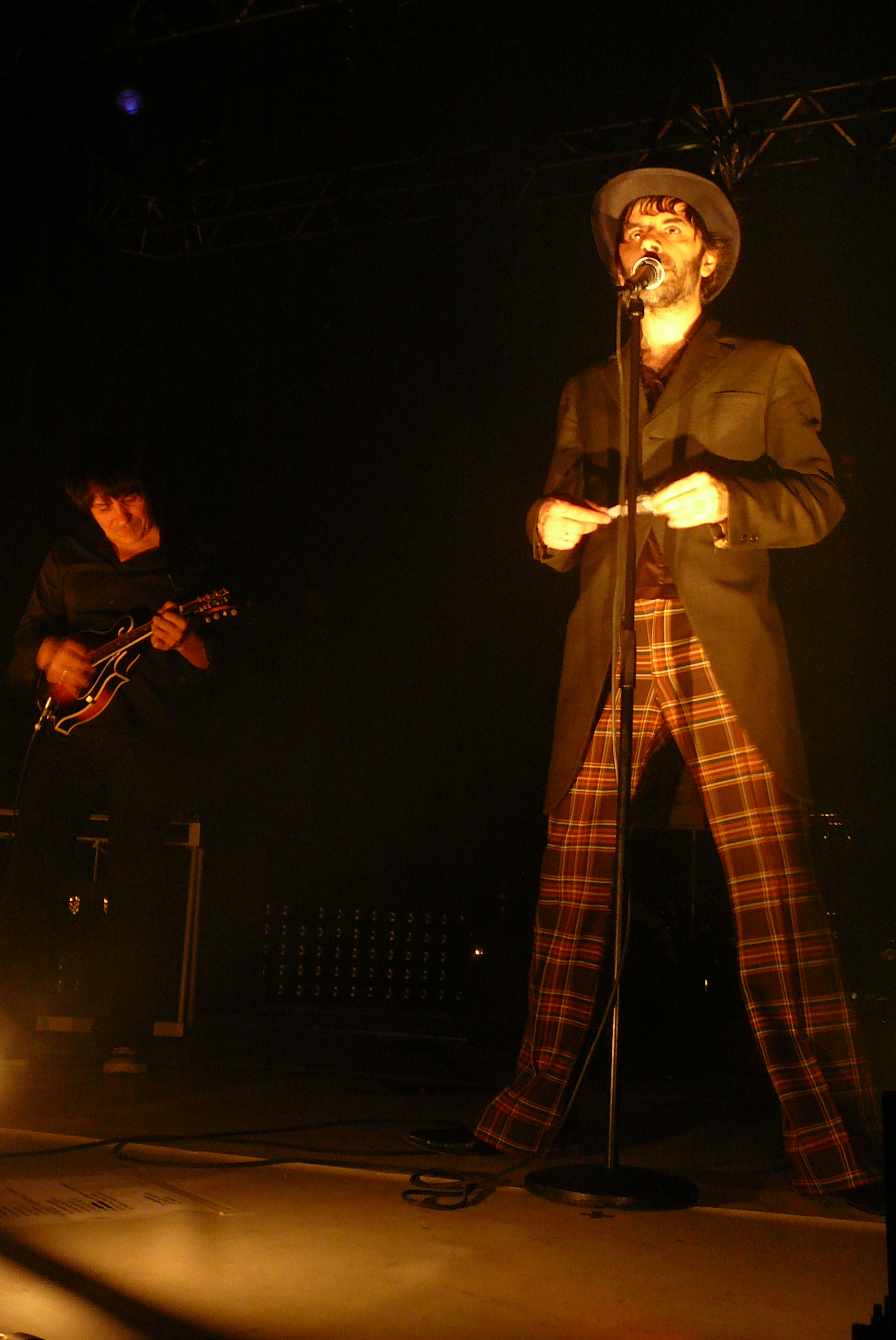
Il accompagne Thomas Fersen à la mandoline lors d'un concert à Villeurbanne en 2009.

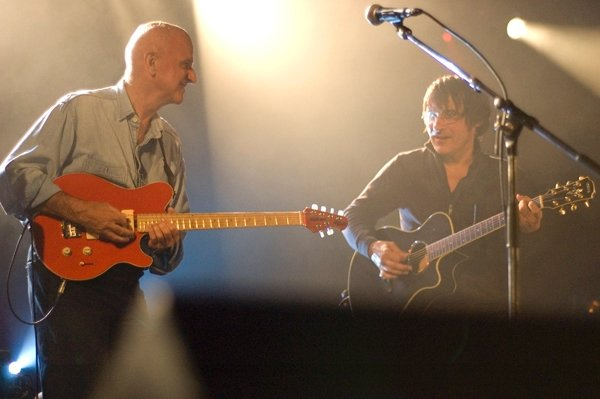
Invité au côté de Dan Ar Braz à Bénodet en 2009, pour un duo de guitares, lors de la tournée du Banquet de cristal de Red Cardell.

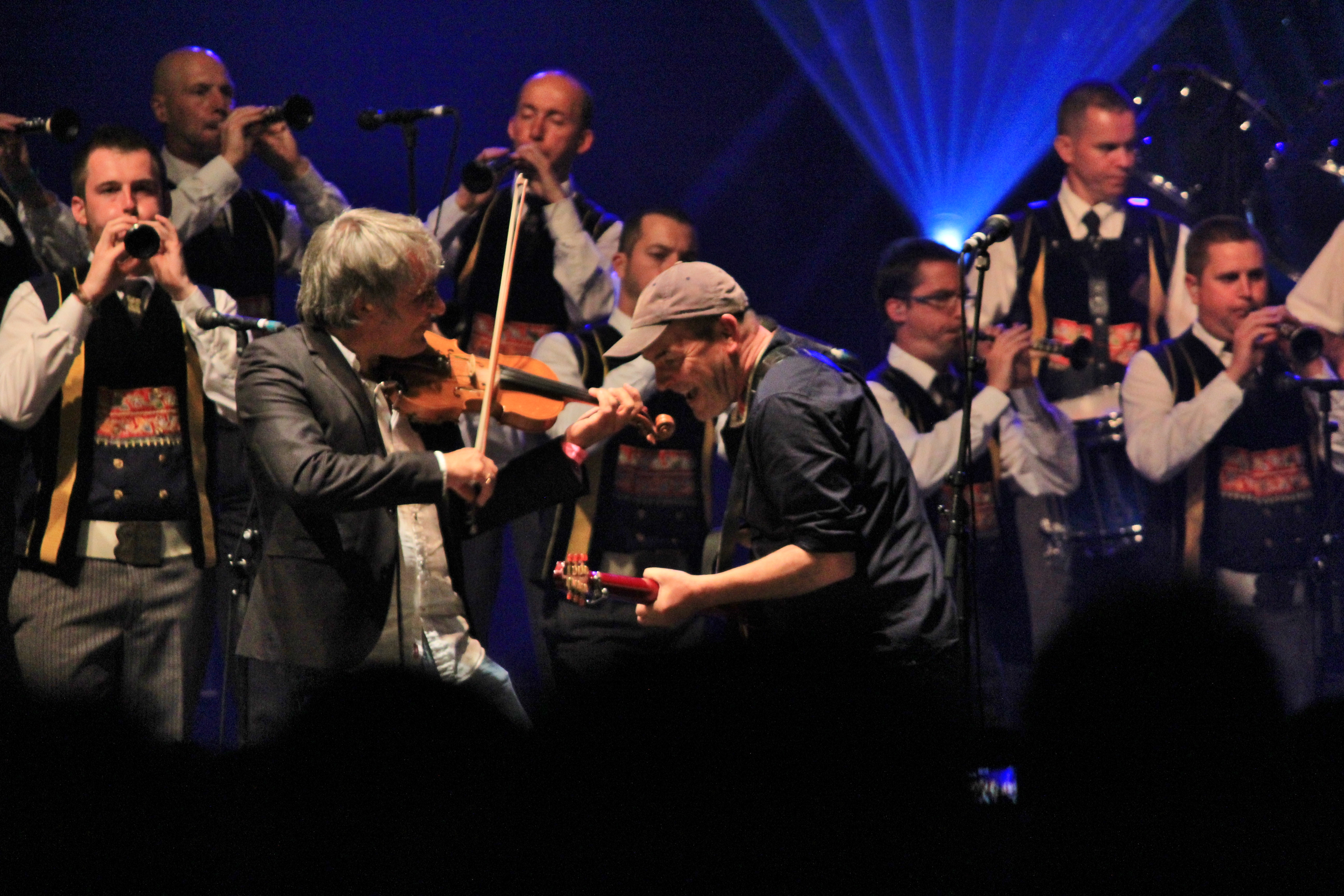
Violoniste dans Fest-Rock au FIL 2014 avec Jean-Pierre Riou et le Bagad Kemper.

C'est à 17 ans, au printemps 1977, que Pierre Sangrà commence sa carrière de musicien. Il est choisi après auditions pour remplacer Louis Bertignac comme guitariste dans Shakin' Street. Il commence à travailler et répéter avec le groupe dans les sous-sols de la fac de Jussieu mais étant mineur, son père s'oppose à ce qu'il quitte l'école pour partir en tournée de concerts.
À la fin de cette même année, il monte le groupe de rock Banlieue Est avec José Garcia (guitare, chant) et Dominique Gaudin (batterie). En 1978 l'ancien guitariste des Frenchies, Morgan Davis, les rejoint un temps comme chanteur. En 1979 Eric de Amorin devient le bassiste de la formation accompagné de l'ex batteur des Rock’n’Rollers, Gérald Coulondre. Le groupe sort un disque éponyme et le single Un autre mec en 1981 chez Pathé Marconi et assure les premières parties de la tournée française de Doctor Feelgood avant de se séparer l'année suivante.

### Pierre Sandra
En 1983, sous le nom « Pierre Sandra », il commence une carrière d'auteur-compositeur-interprète qu'il poursuit jusqu'au début des années 1990. Il enregistre plusieurs 45 tours dont en 1985 Fille d'Amazonie (face A) et Au rythme du temps (face B), en 1987 Magellan (face A) et Attila (face B) et l'album Cornouailles en 1992 aidé pour l'écriture des textes par Eric Charden et Frédéric Brun et dont sont extraits Paris café et Irish Reggae (joué sur la scène du théâtre de l'Empire pour Dimanche Martin l'émission de Jacques Martin sur Antenne 2). Sous ce même nom il compose aussi en 1987 pour d'autres artistes: Le héros et Tartiner l'amour, paroles de Yves Heimburger (alias Yvan Burger), interprétés par Bain de mer, Elvis, quand tu chantais, paroles de Hubert Ithier , interprété par Lionel Cassan, avec Jacques Blanchard Fais-moi rêver pour Marisa Berenson ou Femme de lumière interprété par Julie Pietri en 1989.

### Rencontre avec Thomas Fersen
En 1992, sa rencontre avec Thomas Fersen s'avère déterminante. Ils entament une collaboration qui perdure encore et ensemble enregistrent dix albums studio et trois albums en public dont six certifiés disques d'or : Le bal des oiseaux en 1993, Les ronds de carotte en 1995, Qu4tre en 1999, Le Jour du poisson en 2001, Pièce montée des grands jours en 2003 et Le Pavillon des fous en 2007. Il accompagne le chanteur de Ménilmontant sur toutes ses tournées depuis 1993, en duo ou accompagnés de musiciens additionnels.

### Red Cardell
Proche de Jean-Pierre Riou, le chanteur guitariste de Red Cardell, il pose ses instrument sur cinq albums du groupe breton, comme invité. Depuis 2006 et leur première collaboration sur l'album Naître (grand prix du disque du Télégramme en 2007), où il côtoie le violoniste ukrainien Sergïi Okhrimtchuk et le chanteur Kabyle Farid Aït Siameur, il accompagne régulièrement le trio comme invité sur certains de leurs concerts. En 2008 avec Thomas Fersen ils reprennent la chanson Le petit bistro accompagnés des trois membres de Red Cardell pour Le Banquet de cristal (grand prix du disque Produit en Bretagne 2009), l'album des quinze ans du groupe quimpérois. La Fête au village, l'album live de la tournée où il apparaît comme musicien additionnel, sort en 2009.
Il retrouve un des invités du Banquet, Dr Das le bassiste fondateur d'Asian Dub Foundation, pour enregistrer le titre Falling in Love sur l'album du même nom qui sort en 2012. En 2014 il collabore une nouvelle fois avec le trio breton pour la bande originale du défilé de la collection Gwenn ha Du créée par le styliste et brodeur Pascal Jaouen puis participe au mois d'août, comme violoniste, au spectacle Fest-Rock donné par Red Cardell et les 50 musiciens du Bagad Kemper au Festival interceltique de Lorient. En 2015, avec le même ensemble, il donne trois représentations estivales à Bénodet, Quiberon et Concarneau.
À l'automne 2015, Jean-Pierre Riou et Jean-Michel Moal, cofondateurs du groupe en 1992, se retrouvent après quatre années de séparation. Ils décident de former un nouveau collectif avec comme nouveaux membres Pierre Sangra et le batteur Hibu Corbel (Robin Foster, Alexis HK).
Le nouveau quatuor se retrouve au début de décembre au Novomax, le nouveau pôle musical de Quimper, pour entamer des premières répétitions en commun et travailler sur leur nouvel album et annonce un premier concert dans le lieu le 30 avril 2016. L'album Un Monde tout à l'envers sort le 29 mars 2016 chez Keltia musique.

### Collaborations diverses

#### La chanson et la nouvelle scène française
À partir de 2002, il est régulièrement sollicité pour ses qualités de musicien multi-instrumentiste et d'arrangeur par des artistes de la chanson comme Corine Marienneau, la bassiste de Téléphone, Pierre Perret, Arielle Dombasle ou JP Nataf le chanteur des Innocents, par la chanteuse orientale Fabienne Elkoubi ou le groupe corse Giramondu, et ceux de la nouvelle scène française et du label Tôt ou tard, dont il est un des pionniers auprès de Fersen, comme Vincent Delerm, Da Silva et Gerald Genty.

#### Le Ukulélé Club de Paris
En parallèle, quand son emploi du temps le lui permet, il rejoint le Ukulélé Club de Paris jusqu'en 2008, autour de Joseph Racaille, Cyril Lefebvre, Brad Scott, Dominique Cravic, François Ovide, Tony Truant et d'autres instrumentistes de la « guitare hawaïenne ». En 2007, l'album Gratte moi la puce de Thomas Fersen est constitué de reprises de son répertoire jouées au ukulélé en duo avec Pierre Sangra.

#### Autres projets
Toujours compagnon de route de Fersen, il poursuit ses collaborations avec Les Blaireaux, Marina puis Olive et Moi en 2008, Ed Laurie, Alexis HK et Da Silva en 2009.
En 2012 il travaille avec le chanteur basque Peïo sur son premier EP et Constance sur son second album puis accompagne Alexis HK aux guitares, banjo et violon sur son album Le dernier présent et la tournée à suivre.
En 2013, il collabore au 1er album de Peïo L'ombre et la lumière, ainsi qu'au 2e album de David Solinas Bord de Scène.
En 2014, il rejoint comme guitariste The Mermaids le groupe qui accompagne Peïo sur son deuxième album I Ni Ce et sur scène .
En 2015 il pose ses instruments sur Laisse Couler le premier album de Valérian Renault
, produit par Matthieu Ballet. Il enregistre par ailleurs des violons sur la chanson Nicolas pour l'album Une vie en musique, rétrospective de la carrière de Sylvie Vartan.
Depuis 2015, il accompagne Emma Daumas sur scène à la guitare et au ukulélé sur scène. Il collabore avec elle sur son quatrième album Vivante sorti en 2016, et l'accompagne sur sa tournée aux côtés d’Étienne Roumanet à la contrebasse.
Il intègre le Ramon Pipin band à partir de 2015 pour plusieurs concerts et deux albums. Il participe également au supergroupe emmené par Ramon Pipin, Les Excellents.
Il accompagne CharlÉlie Couture de 2016 à 2018 sur la tournée Lafayette, puis à nouveau en 2019 sur la tournée Même pas sommeil, et en 2022 sur la tournée Trésors cachés / Essentielles.

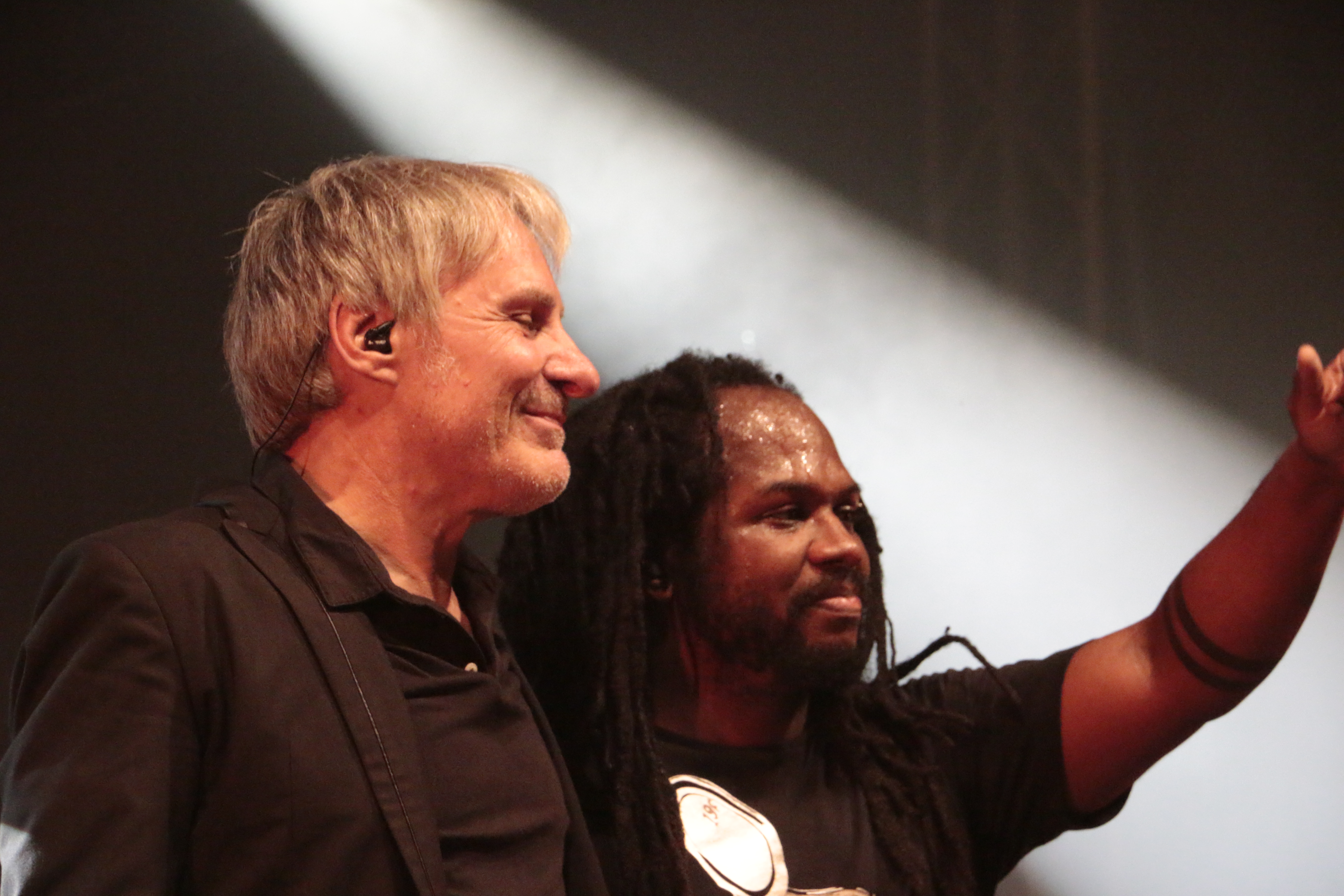
Pierre Sangra et Karim Attoumane pendant la tournée Lafayette de CharlÉlie Couture à Montbard le 30 juin 2018.

## Instruments
Virtuose de la guitare (acoustique ou électrique) et du violon, Pierre Sangra joue aussi de nombreux autres instruments comme le ukulélé, le saz, le oud, la mandoline, le sitar, le banjo, et le violoncelle.
Sur la tournée 2008 - 2009 de Thomas Fersen (pour l'album Trois Petits Tours), il joue également de la pedal steel guitar.

Principaux instruments joués par Pierre Sangra
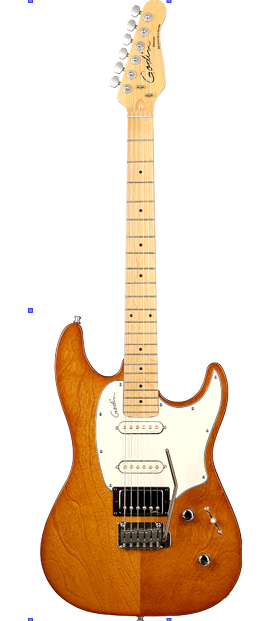
Guitare électrique
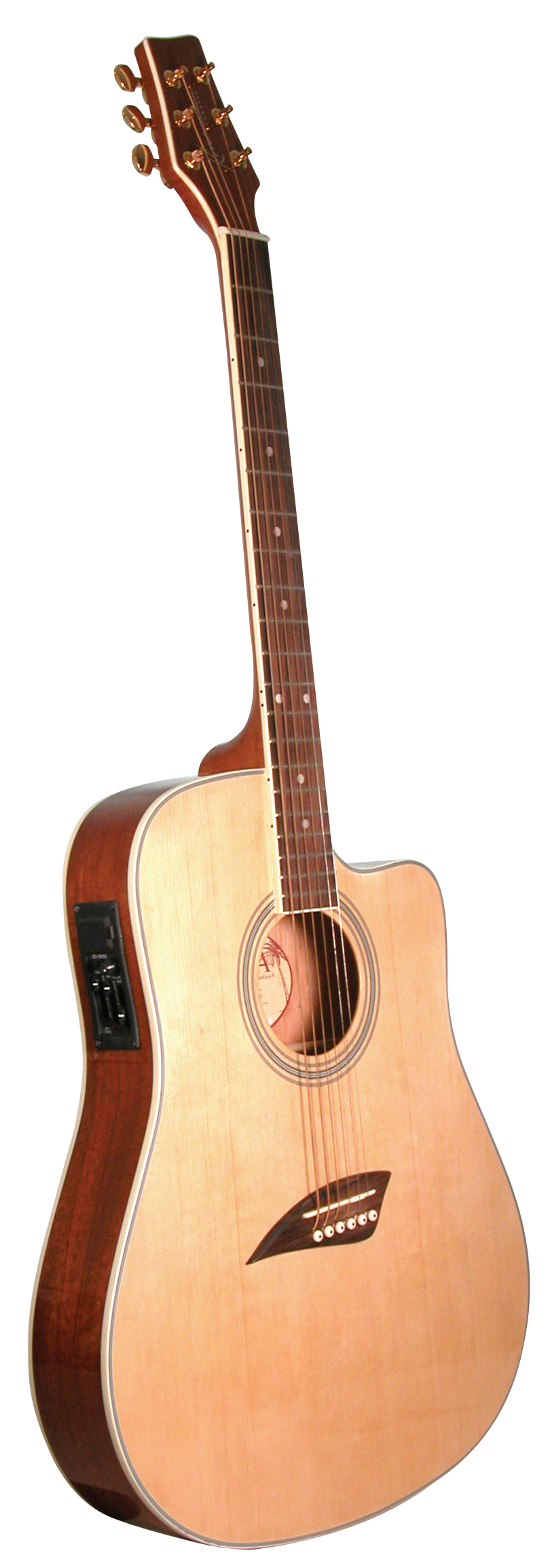
Guitare électro-acoustique
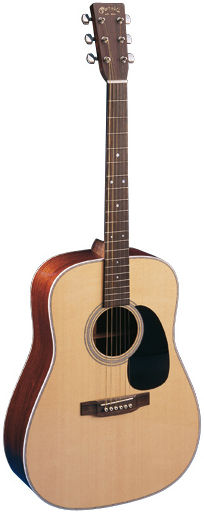
Guitare acoustique
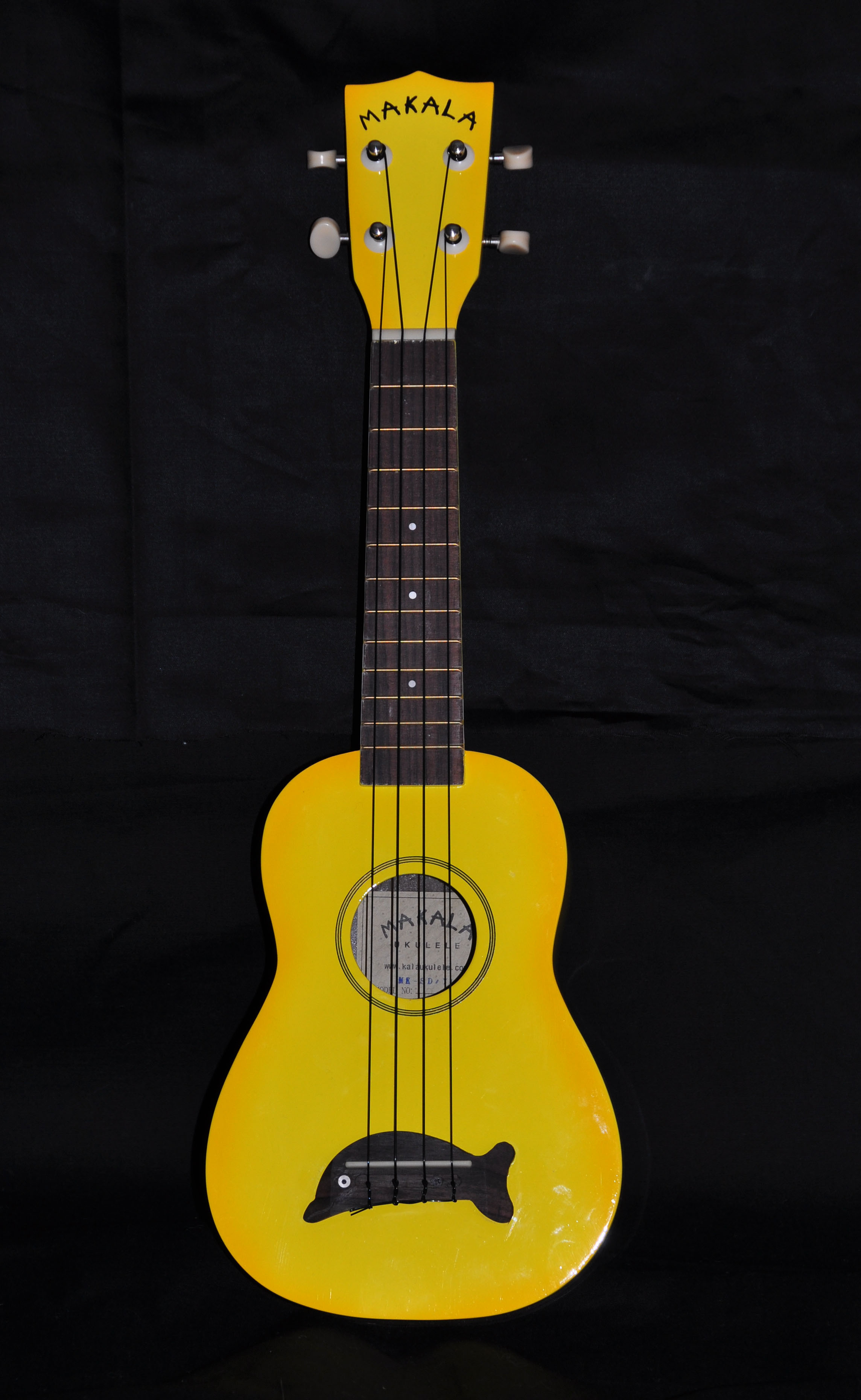
Ukulélé
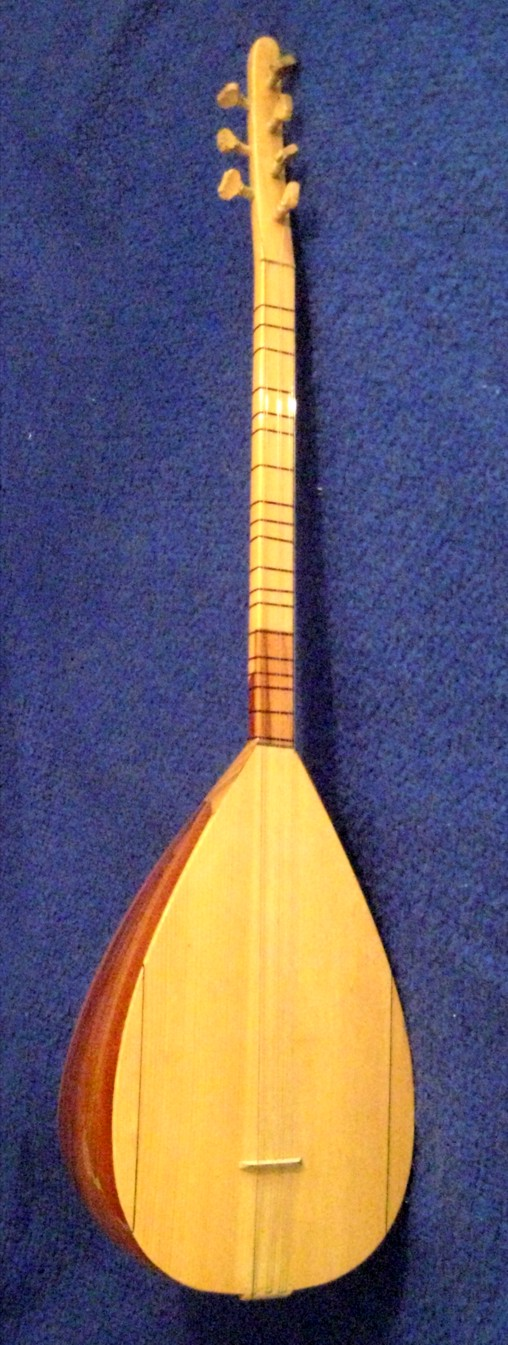
Saz
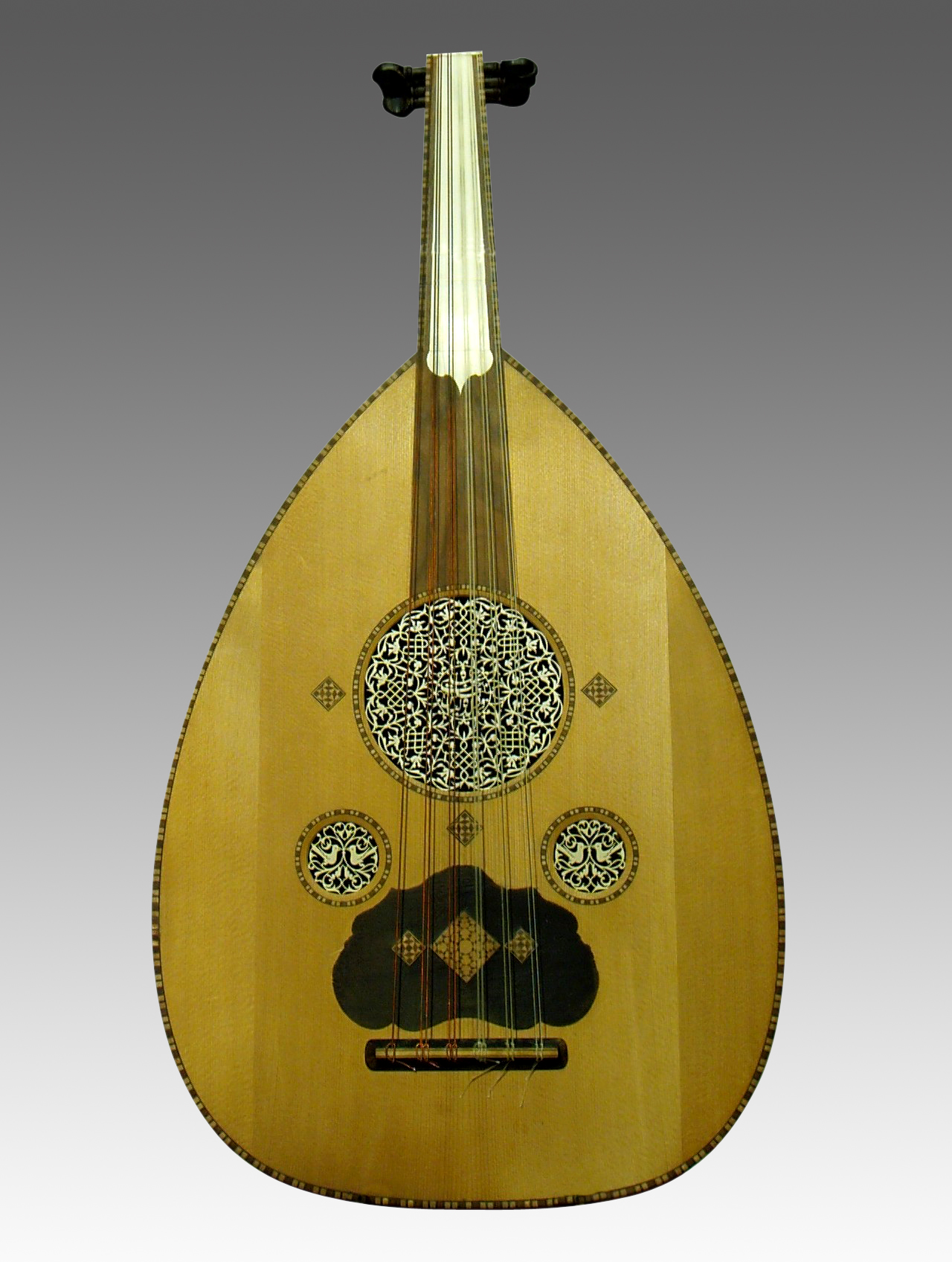
Oud
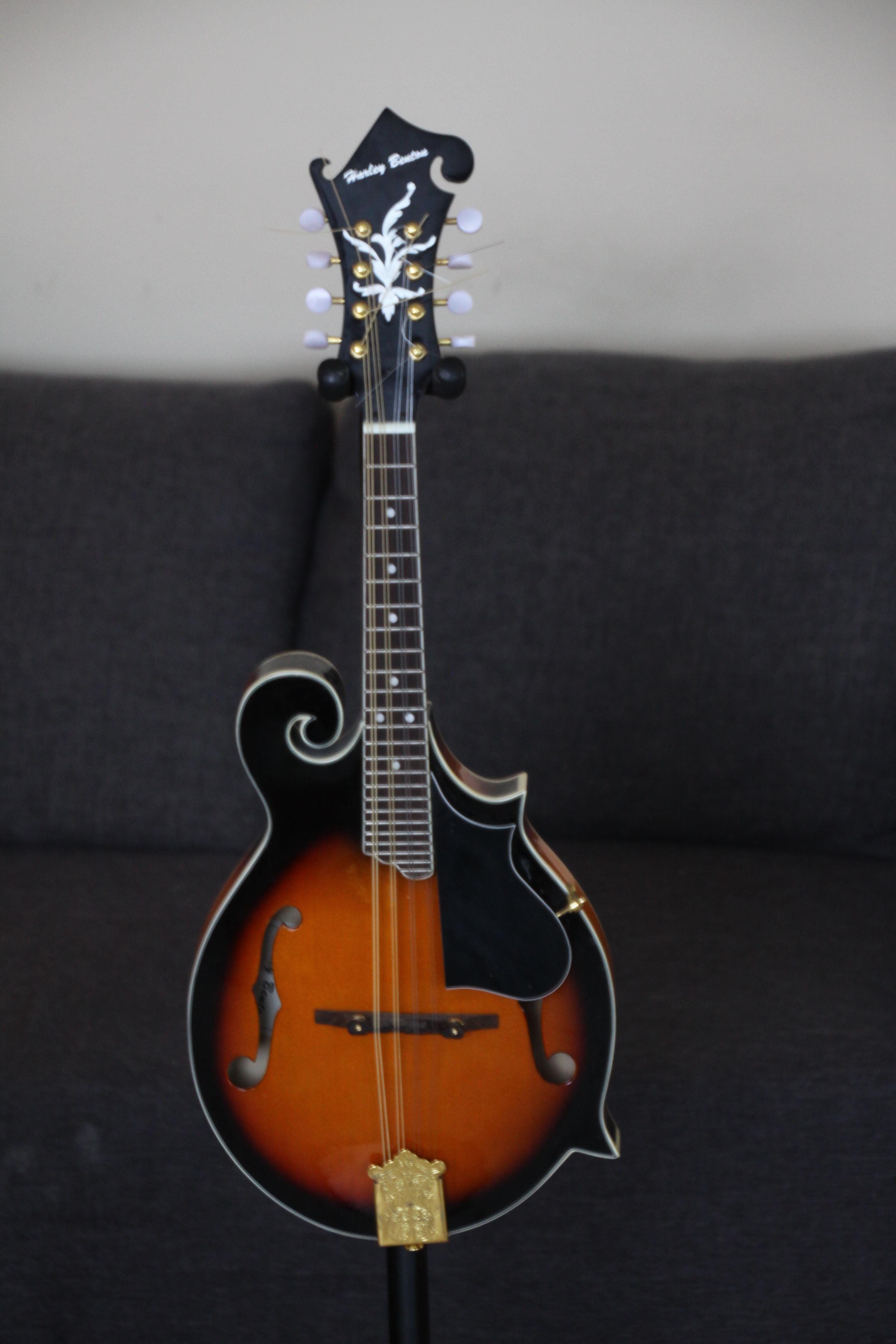
Mandoline
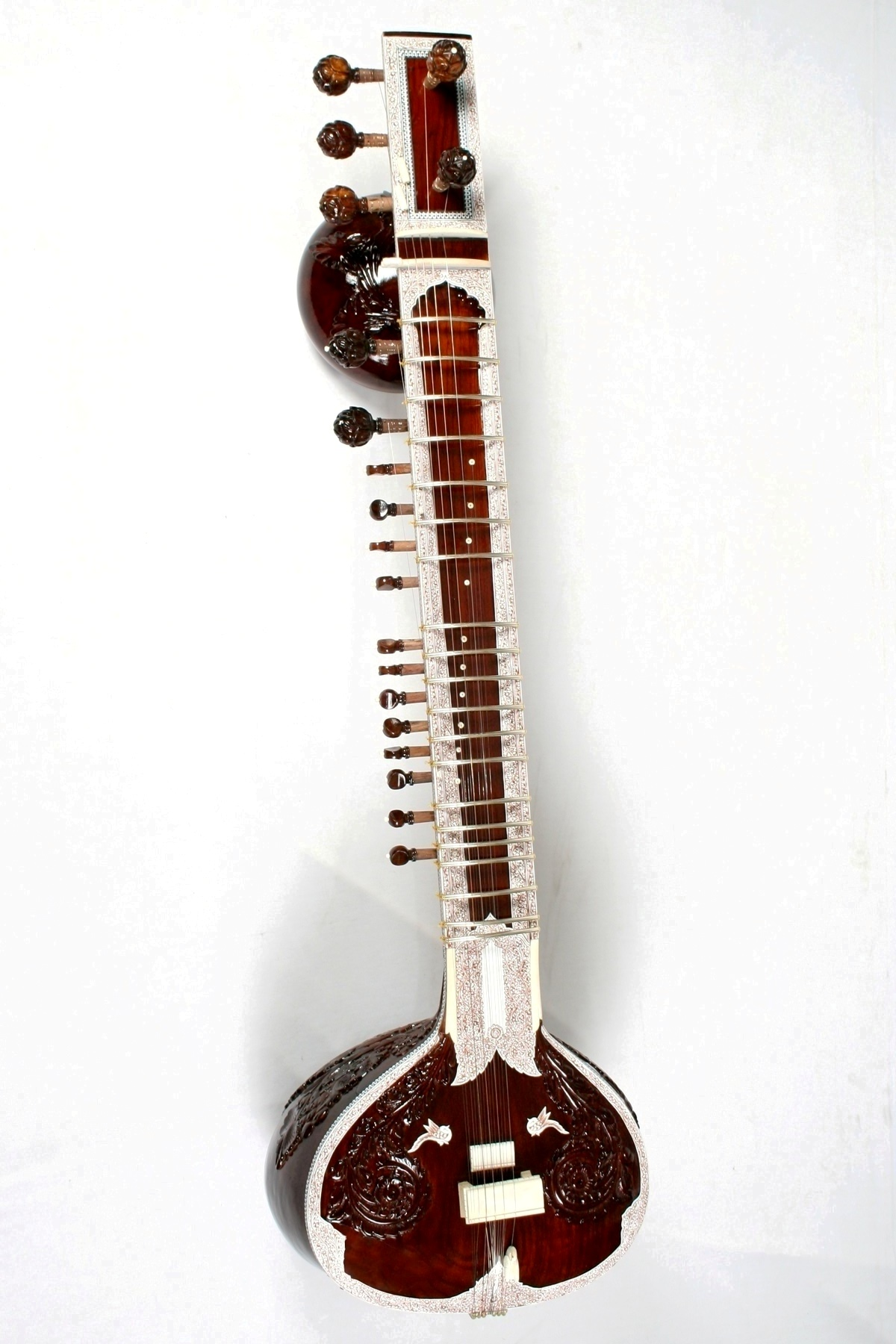
Sitar
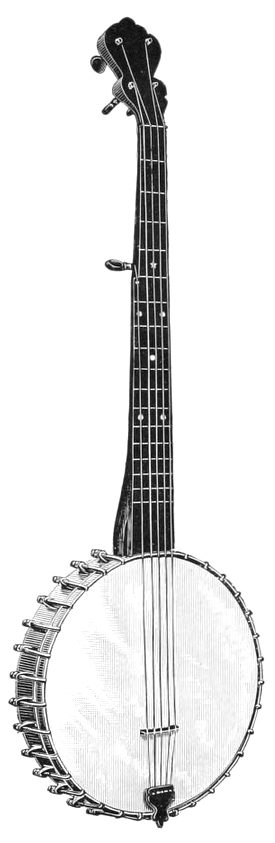
Banjo
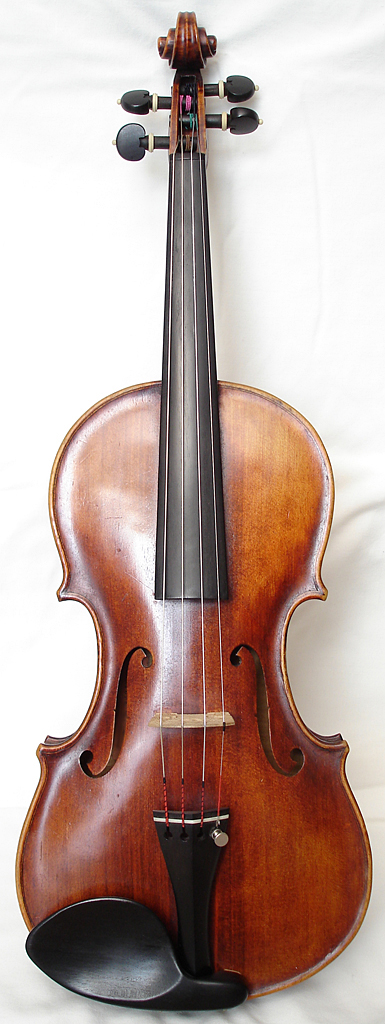
Violon
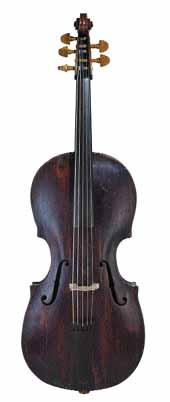
Violoncelle
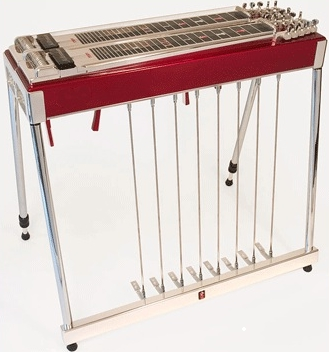
Pedal steel guitar

## Discographie

### Pierre Sandra
- 1986 Fille d'Amazonie (S. Chrétien - P. Sandra) / Au rythme du temps (S. Chrétien - P. Sandra) 45 tours (Vogue)
- 1987 Magellan (Frédéric Brun - P. Sandra) / Attila (S. Chrétien - P. Sandra) 45 tours
- 1992 Irish reggae (Frédéric Brun - P. Sandra) / La tour de Babel (Frédéric Brun - P. Sandra) 45 tours promotionnel
- 1993 Paris Café (Frédéric Brun - P. Sandra) / Pars doucement (Frédéric Brun - P. Sandra) 45 tours promotionnel

### Avec Red Cardell
2006 à 2014 : collaborations comme invité à cinq albums : Naître (2006), Le Banquet de cristal (2008), La fête au village (2009), Falling in love (2012) et Gwenn Ha Du (2014) puis comme membre du groupe à partir de 2015.

## Collaborations

### Comme arrangeur ou compositeur
- Fabio Conti : Le cœur accro / Noï 45T (1986)
- Nandie : Train De Nuit 45T (1987)[23]
- Florida's Band : We Want You, Captain Cook 45T (1987)[24]
- Bain de mer : Le héros / Tartiner l'amour 45T (1987)
- Lionel Cassan : Elvis, quand tu chantais 45T (1987)
- Double Messieurs : Hey ! Petite Sœur 45T (1989)[25]
- Julie Pietri : La Légende Des Madones (1989)[26]
- David Solinas : Bord de scène (2012)[27]

### Comme instrumentiste
- Anne Warin : Indelicatesse (1997)[28]
- Ukulélé Club de Paris : Manuia! (2002)[29]
- Pierre Perret : Çui-là (2002)
- Vincent Delerm :
  - Vincent Delerm (2002)[30]
  - Kensington Square (2004)[31]
  - Les pelouses de Kesington DVD (2004)
- Giramondu : A nostra accolta (2003)
- Fabienne Elkoubi : Cordoue Tlemcem Paris (2003)
- JP Nataf : Plus de sucre (2004)[32]
- Da Silva :
  - Décembre en été (2005)[33]
  - De beaux jours à venir (2007)[34]
  - La tendresse des fous (2009)[35]
- Da Silva, Françoiz Breut : Le mystère des couleurs (2006)[36]
- Red Cardell : Naître (2006)[37].
- Arielle Dombasle : C'est si bon (2006)
- Gérald Genty : Le plus grand chanteur de tout l'étang (2006)
- Hommage à Dick Annegarn : Le grand dîner (2006)
- Marina : Libellule (2008)[38]
- Red Cardell :
  - Le Banquet de cristal (2008)[39]
  - La fête au village (2009)
  - Falling in love (2012)[40]
- Red Cardell / Bagad Kemper : Gwenn ha Du (2014)[41]
- Les Blaireaux : Parades prénuptiales (2008)
- Olive et Moi : Fais moi une passe (2008)[42]
- Ed Laurie : Small boat big sea (2009)
- Alexis HK :
  - Les affranchis (2009)
  - Le dernier présent (2012)
  - Georges et moi (2015)
- Hommage à Boris Vian : On n'est pas là pour se faire engueuler ! (2009)[43]
- CD officiel du FIL : 39e Festival interceltique (2009)
- Peïo :
  - Hors Champ EP (2011)
  - L'ombre et la lumière (2013)[44]
- Peïo & The Mermaids : I Ni Ce (2014)
- Constance : Once twice (2011)
- David Solinas : Bord de sçène (2012)
- Valérian Renault : Laisse couler (2015)
- Sylvie Vartan : Une vie en musique (2015)
- Emma Daumas : Vivante (2016)
- Ramon Pipin :
  - Comment éclairer votre intérieur (2016)
  - Qu'est-ce que c'est beau (2018)
- CharlÉlie Couture :
  - Même pas sommeil (2019)
  - Trésors cachés et perles rares (2020)
  - Quelques essentielles (2022)
- Matmatah : Miscellanées Bissextiles (2023)